# Isola dei Laghi
Die Isola dei Laghi ist eine Insel in der Lagune von Venedig mit einer Fläche von 8,5 ha. Sie befindet sich nördlich von Mazzorbetto, einer Insel, von der sie durch den Canale del Taglio getrennt wird, bzw. südwestlich von Torcello, von dem sie der Canale di Burano trennt. Die Insel ist erst in den letzten Jahrzehnten aus einer Barena hervorgegangen, der Palude dei Laghi. 
Sie entstand erst im Zuge der Reinigung der städtischen Kanäle (Rii), wodurch große Mengen von Schlamm anfielen, der zumeist schwer belastet ist. Die Insel befindet sich, bis auf den Streifen am Canale del Taglio, in kommunalem Besitz. Hier entstand auf die 1990 erfolgte Initiative der Associazione Culturale Veneziana ein Natur- und Kulturpark, der die typische Mischung aus Garten- und Lagunenbewirtschaftung erhalten soll.

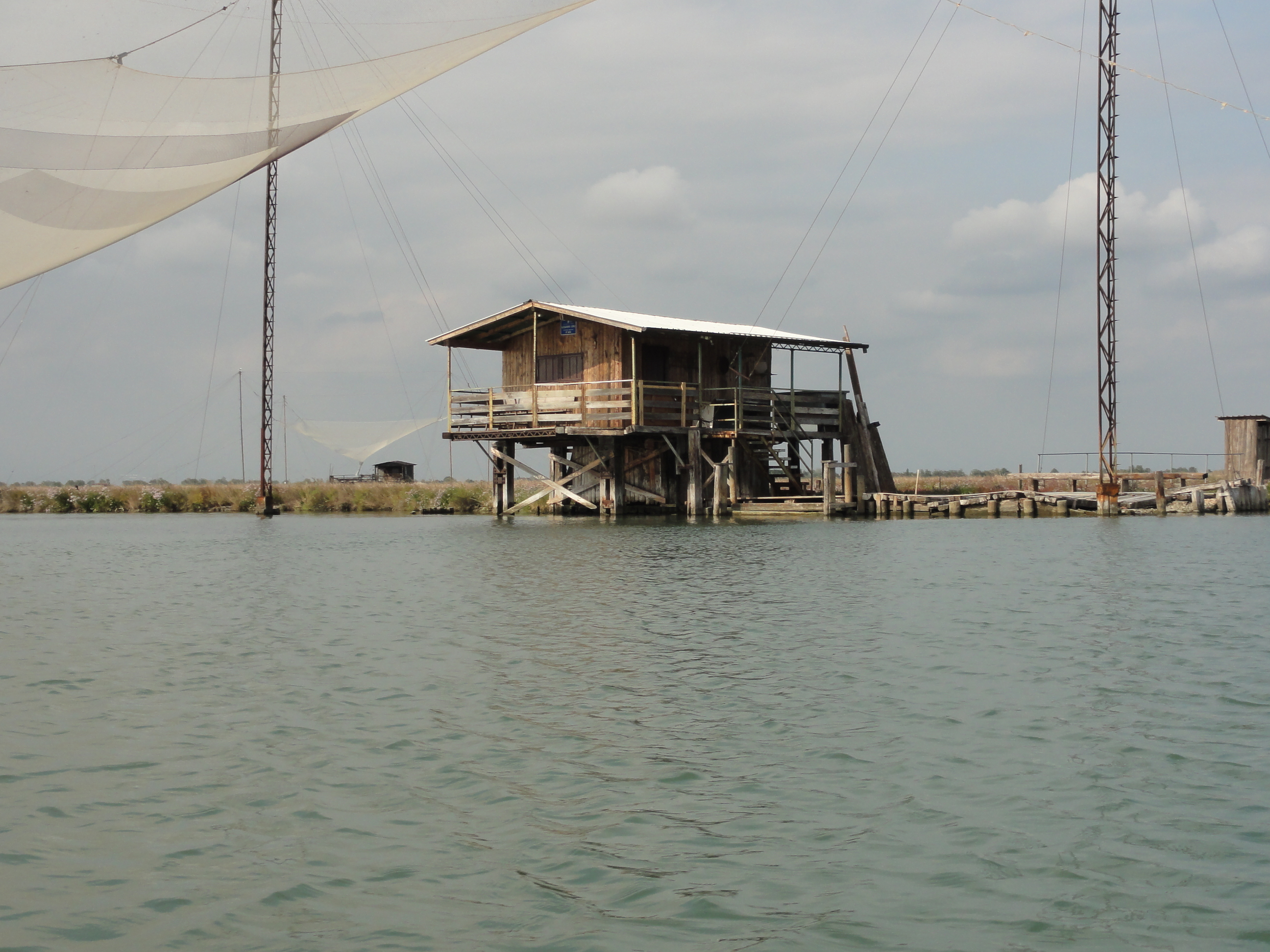
„Padellone“ westlich der Insel (Kameraposition: [https://www.google.de/maps/place/45%C2%B030'11.8%22N+12%C2%B023'11.2%22E/@45.5044451,12.3857186,399m/data=!3m1!1e3!4m5!3m4!1s0x0:0x0!8m2!3d45.503263!4d12.386453 45°30'11.8"N 12°23'11.2"E bzw. 45.503263, 12.386453)